# 京都府道136号大覚寺平岡線
京都府道136号大覚寺平岡線（きょうとふどう136ごう だいかくじひらおかせん）は、京都府京都市右京区を通る一般府道である。

## 概要
京都市右京区嵯峨大覚寺門前登リ町から京都市右京区梅ケ畑向ノ地町に至る。大覚寺、後宇多天皇陵、平岡八幡宮を結ぶ。
京都市右京区北嵯峨長刀坂町から京都市右京区北嵯峨朝原山町までの区間は長刀坂の名で知られる峠道である。この区間は獣道同然の未舗装狭隘路であり、自動車での通行はできない。農耕車用車道（大覚寺の北西を囲むように走り抜けた後の京都市右京区北嵯峨洞ノ内町の地点）や前述の未舗装区間を路線指定しているためか、自動車の通行量は少ない。

### 路線データ
- 起点：京都府京都市右京区嵯峨大覚寺門前登リ町（大覚寺門前交差点、京都府道29号宇多野嵐山山田線交点）
- 終点：京都府京都市右京区梅ケ畑向ノ地町（平岡八幡交差点、国道162号交点）

## 地理
大覚寺門前交差点から大覚寺までは参道が府道として指定されている。平岡八幡交差点から右京区北嵯峨長刀坂町地内の区間は住宅地の生活道路であり、急坂となっている。長刀坂は杉林と竹林に囲まれた山中の寂しい山道である。沿線には大覚寺、後宇多天皇陵、平岡八幡宮の他に京都府立北嵯峨高等学校が点在する。

### 通過する自治体
- 京都市（右京区）

### 交差する道路
| 交差する道路                          | 交差する場所         | 交差する場所            |
| ------------------------------------- | -------------------- | ----------------------- |
| 京都府道29号宇多野嵐山山田線 / 一条通 | 嵯峨大覚寺門前登リ町 | 大覚寺門前交差点 / 起点 |
| 国道162号 / 周山街道                  | 梅ケ畑向ノ地町       | 平岡八幡交差点 / 終点   |

### 沿線
- 京都府立北嵯峨高等学校
- 平岡八幡宮